# Eleição papal de 1268–1271

Brasão papal de Sua Santidade o Papa Gregório X

A eleição papal ocorrida entre 29 de novembro de 1268 a 1 de setembro de 1271 resultou na eleição do religioso Teobaldo Visconti como Papa Gregório X depois da morte do Papa Clemente IV. Foi a eleição mais longa da história da Igreja Católica, em que a sede vacante durou 34 meses.
Isso se deveu principalmente à luta política interna entre os cardeais. A eleição de Tebaldo Visconti como Gregório X foi o primeiro exemplo de uma eleição papal por "compromisso". A eleição foi feita por um comitê de seis cardeais acordado pelos outros dez restantes. A eleição ocorreu mais de um ano depois que os magistrados da cidade de Viterbo prenderam os cardeais, reduzindo seus suprimentos de pão e água e retirando lendariamente o teto do Palácio Papal de Viterbo.
Como resultado de tanto tempo de eleição, durante a qual três dos vinte cardeais eleitores faleceram, Gregório X promulgou, durante o Segundo Concílio de Lyon, a constituição apostólica Ubi periculum, em 7 ou 16 de julho de 1274. Ali estabelece o conclave papal, cujas normas se baseam nos procedimentos realizados com os cardeais em Viterbo. A eleição em si mesma é às vezes vista como o primeiro conclave.

## Sacro Colégio
A dinâmica da eleição se dividiu entre os cardeais franceses partidários da Casa de Anjou, em sua maioria criados pelo Papa Urbano IV, que foram suscetíveis a uma invasão da Itália por parte de Carlos de Anjou e os cardeais não-franceses em sua maioria italianos, cujo número bastava para evitar que um cardeal francês fosse eleito. Clemente IV tinha coroado Carlos como rei de Nápoles e da Sicília, que eram feudos papais; tinha consolidado a influência da monarquia francesa na península italiana e fruto disso se criou uma intensa divisão dentro do Colégio dos cardeais entre os que se opuseram e apoiaram a influência francesa e por extensão o ultramontanismo.

### Cardeais eleitores
GIX = nomeado cardeal pelo Papa Gregório IX
IIV = nomeado cardeal pelo Papa Inocêncio IV
CIV = nomeado cardeal pelo Papa Clemente IV
UIV = nomeado cardeal pelo Papa Urbano IV
Na morte de Clemente IV havia 20 cardeais no Sacro Colégio. O cardeal Raoul Grosparmi estava ausente e morreu durante a sede vacante. Portanto, eram 19 cardeais eleitores nas eleições de 1269, mas posteriormente dois deles morreram.
1. Eudes de Châteauroux, Decano do colégio cardinalício. (IIV)
2. István Báncsa † (IIV)[11]
3. João de Toledo, O.Cist. (IIV)
4. Enrico Bartolomei de Susa (UIV)
5. Simone Paltineri, membro do comitê eleitor. (UIV)[1]
6. Simon de Brion (futuro Papa Martinho IV) (UIV)
7. Anchier Pantaléon de Troyes (UIV)
8. Guillaume de Bray (UIV)
9. Guido de Borgonha, O.Cist., membro do comitê eleitor. (UIV) [1]
10. Annibale Annibaldi, O.P. (UIV)
11. Riccardo Annibaldi, protodiácono e membro do comitê eleitor. (GIX)[1]
12. Ottaviano Ubaldini, membro do comitê eleitor. (IIV)[1]
13. Giovanni Gaetano Orsini, membro do comitê eleitor. (futuro Papa Nicolau III) (IIV)[1]
14. Ottobono Fieschi dei Conti di Lavagna (futuro Papa Adriano V) (IIV)
15. Uberto Coconati (UIV)
16. Giacomo Savelli, membro do comitê eleitor. (futuro Papa Honório IV) (UIV)[1]
17. Goffredo da Alatri (UIV)
18. Giordano Pironti †, vice-chanceler papal. (UIV)
19. Matteo Orsini Rosso (UIV)

### Cardeal ausente
- Raoul Grosparmi, acompanhou o rei Luís IX da França em sua cruzada na Tunísia, morrendo aí em 11 de agosto de 1270. (UIV)[12]

### Divisão do Colégio

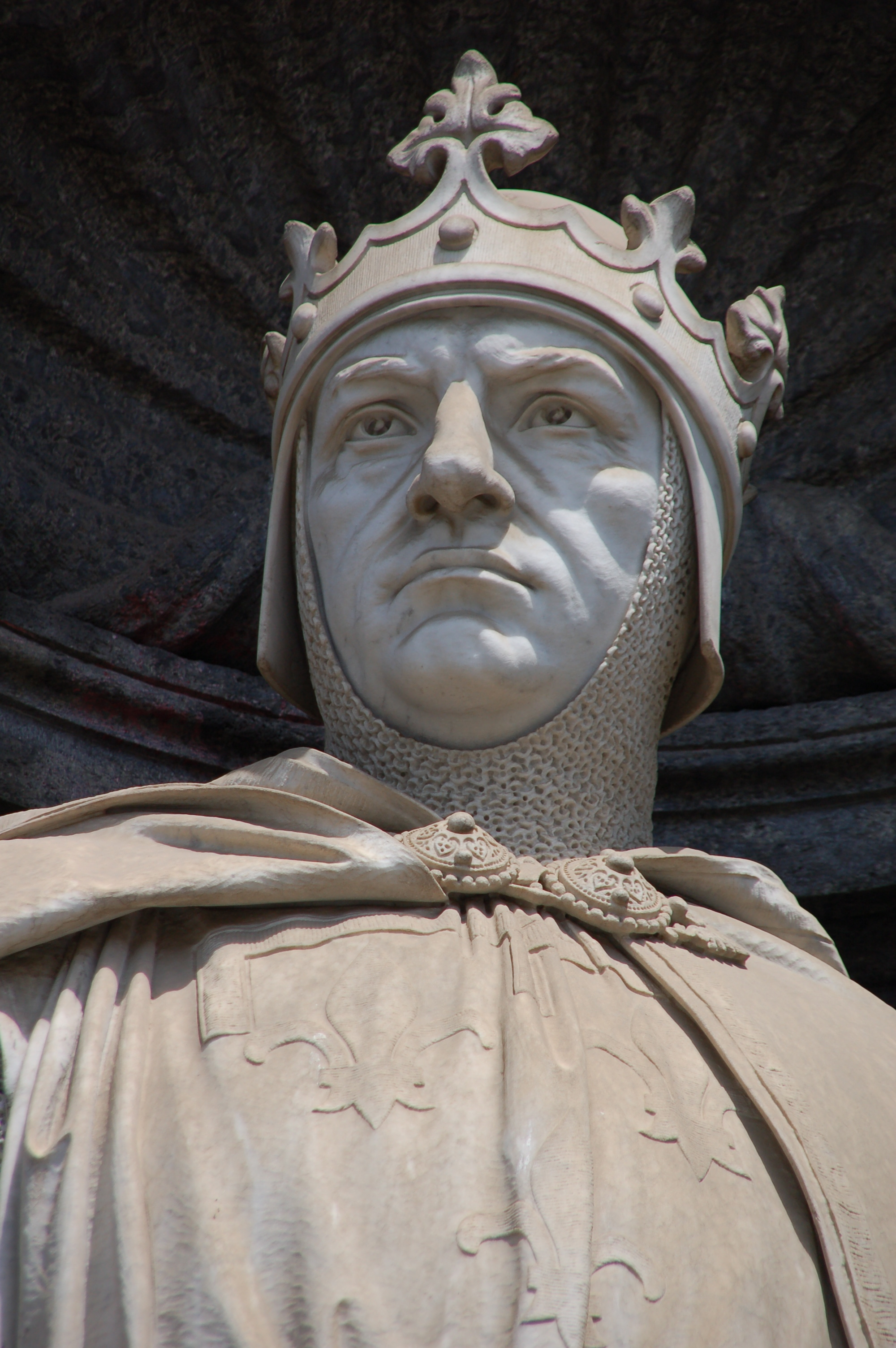
Carlos de Anjou

| Lugar de Origem                                                                       | Número de Eleitores |
| ------------------------------------------------------------------------------------- | ------------------- |
| Roma                                                                                  | 5                   |
| França†                                                                               | 5                   |
| Piemonte                                                                              | 2                   |
| Inglaterra, Florença, Gênova, Hungria†, Alatri, Padua, Terracina†, Borgonha e Castela | 1                   |
| † cardeal falecido durante a sede vacante                                             |                     |

Segundo relatos da época dos Annales Piacentines, o Colégio cardinalício se dividiu em partidários de Carlos de Anjou (partido carolino) e os partidários imperiais (partido imperial), mas a reconstrução exata destes partidos é muito difícil de realizar. É certo que essa conta é inexata quando afirma que havia entre 6 e 7 carolinos, entre elos Giovanni Gaetano Orsini e Ottobono Fieschi, enquanto que os imperiais contavam entre 10 a 11 membros, com Riccardo Annibaldi, Ottaviano  Ubaldini e Uberto Coconati entre eles.
Segundo R. Sternfeld, é possível identificar não só dois, mas até quatro partidos no Sacro Colégio, dos quais dois foram carolinos e imperiais no sentido estrito, enquanto os outros dois representavam as facções dentro da aristocracia romana:
- Partido Anjou ou carolino
- Partido Gibelino ou imperial
- Facção Orsini
- Facção Annibaldi

Com certeza, parece que estes quatro partidos realmente formaram dois blocos nas eleições: Annibaldi se uniu com os gibelinos, enquanto que os Orsini se alinharam com os Anjou.

## Conclave

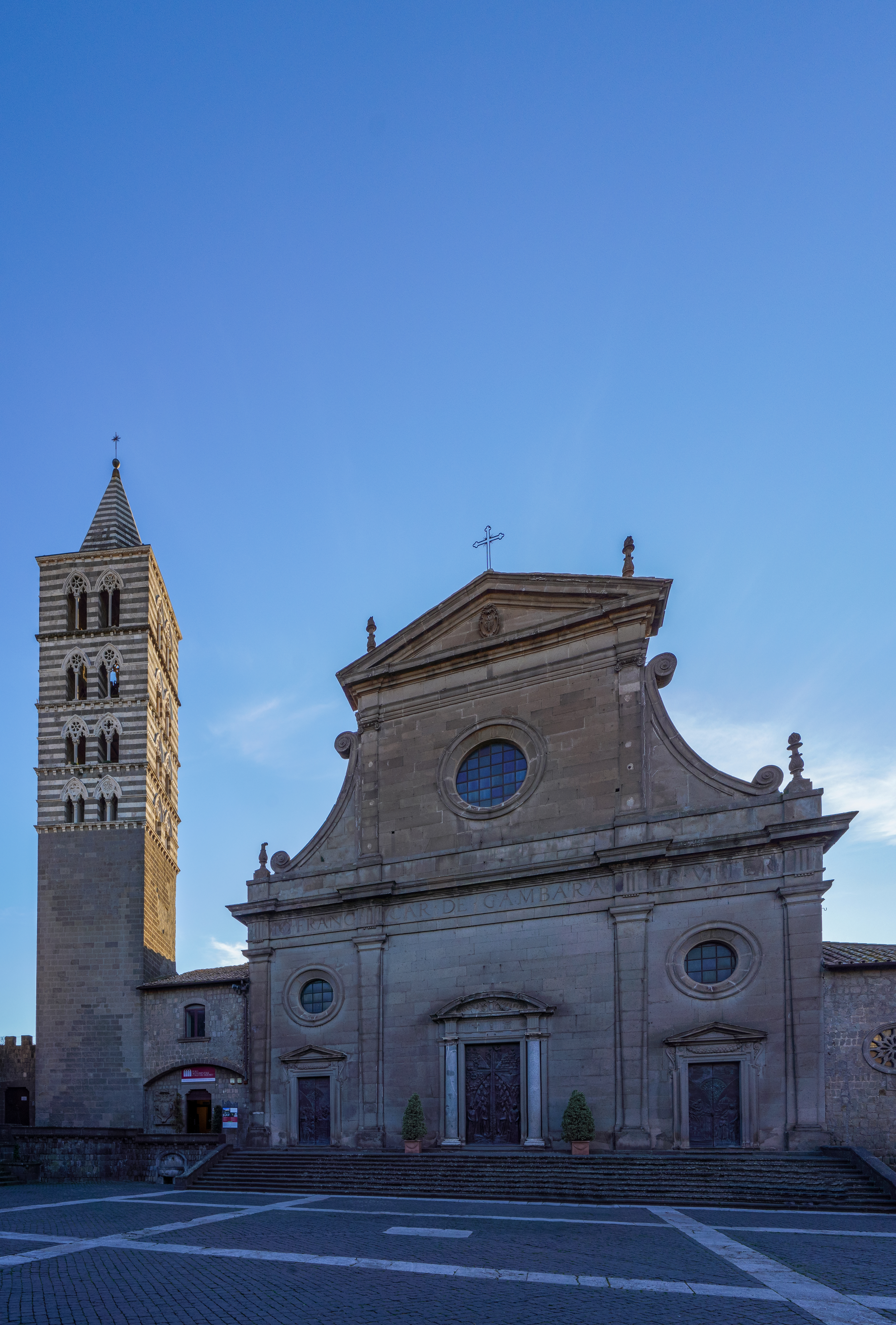
Catedral de Viterbo

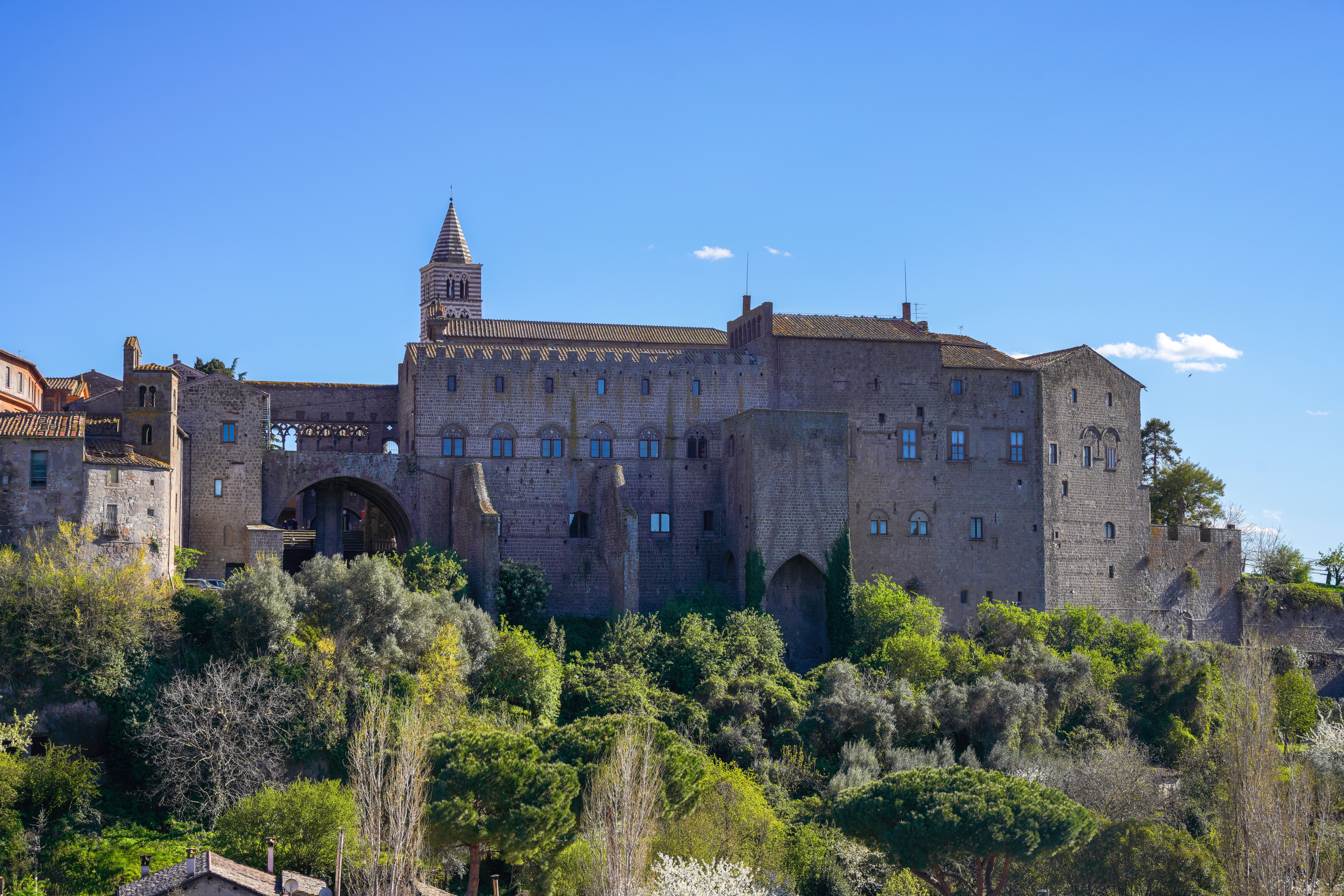
Palácio dos Papas de Viterbo

Os cardeais começaram a eleição reunindo-se e votando uma vez ao dia na catedral de Viterbo, antes de regressar para as suas respectivas residências. Segundo a tradição daquela época, a eleição deve ocorrer na catedral da cidade onde morreu o Papa anterior, se o pontífice morresse fora de Roma. Existem poucos dados fiáveis sobre os candidatos propostos durante quase três anos de deliberações; certamente os cardeais Eudes de Frascati, João de Toledo, Giovanni Gaetano Orsini, Ottaviano Ubaldini, Riccardo Annibadi e Ottobono Fieschi se encontravam entre os papabiles. De acordo com relatos posteriores não confirmados, depois de dois meses, os cardeais elegeram a Filippo Benizzi de Damiani, geral da Ordem dos Servitas, que chegou a Viterbo para admoestar aos cardeais, mas fugiu para evitar a sua eleição. Também a candidatura de Boaventura de Bagnoregio fora proposta. Estudiosos modernos tratam esses últimos relatos com ceticismo, por considerar que são produto da invenção dos hagiógrafos destes dois santos. Carlos de Anjou esteve em Viterbo durante toda a eleição, e Felipe III da França visitou a cidade em março de 1271.
Ao final de 1269, depois de vários meses de estancamento durante o qual os cardeais se reuniram de forma intermitente, Ranieri Gatti,  Ranieri Gatti, o Prefeito de Viterbo, e Alberto de Montebono, o Podestà, ordenou (algumas fontes dizem que a pedido de São Buenaventura) que os cardeais fossem sequestrados e levados ao Palácio Papal de Viterbo até que um novo Papa fosse eleito. Em 8 de junho de 1270, os cardeais dirigiram uma carta aos dois magistrados pedindo que Enrico Bartolomei de Susa, cardeal-bispo de Óstia-Velletri, saísse do isolamento, devido a sua saúde debilitada e depois de já ter renunciado a seu direito de voto.
Segundo o relato de Onofrio Panvinio, o cardeal João de Toledo, sugeriu que o teto fosse retirado (segundo o que teria dito: "Vamos descobrir a habitação ou senão o Espírito Santo nunca chegará a nós"-a primeira referência registrada da ideia de que o Espírito Santo deve guiar os cardeais eleitores), pelo que os dois magistrados se viram obrigados a fazê-lo. Outras fontes dizem que foi Carlos de Anjou que orquestrou a redução da dieta dos cardeais a pão e água e a eliminação do teto do palácio papal.

### O comitê
Sob a pressão de Felipe III e de outros governantes, em 1 de setembro de 1271, os cardeais acordaram ceder sua autoridade a um comitê de seis de seus membros. O comitê incluiu a dois cardeais da facção dos Orsini (Giovanni Gaetano Orsini e Giacomo Savelli), três gibelinos (Simone Paltinieri, Ottaviano Ubaldini e Guido de Borgonha) e o cardeal Riccardo Annibaldi, enquanto que os cardeais angevinos foram totalmente marginalizados.
O comitê escolheu um italiano de Piacenza, Tebaldo Visconti, que não era cardeal e que se encontrava nessa época em Acre com a comitiva de Eduardo (primogênito de Henrique III da Inglaterra) como legado papal para a Nona Cruzada. Depois de ter sido informado de sua eleição, Visconti partiu em 19 de novembro de 1271 e chegou a Viterbo em 12 de fevereiro de 1272, onde tomou o nome de Gregório X. Entrou em Roma em 13 de março daquele ano e foi coroado em 27 de março.

## Legado
As técnicas empregadas contra os cardeais em Viterbo serviram de base para as leis canônicas dos conclaves papais, tal como se estabelece na constituição apostólica Ubi periculum, de Gregório X, promulgada durante o Segundo Concílio de Lyon. Desenhado tanto para acelerar as eleições futuras como reduzir a interferência externa, as regras de Ubi periculum obrigam aos cardeais eleitores a serem apartados da totalidade do mundo; assim como deve ser sua alimentação: através de uma pequena abertura e lhes daria a comida, e esta seria racionada no terceiro dia (com uma só refeição) e no oitavo dia (com só pão e água mesclada com um pouco de vinho). Os cardeais também não receberiam da Câmara Apostólica todos os pagamentos que recebiam pelo seu cargo até que o conclave se desse por terminado.
As regras estritas de Ubi periculum foram utilizadas nos conclaves de janeiro de 1276 (que elegeu o Papa Inocêncio V) e o de julho de 1276 (que elegeu o Papa Adriano V), com uma duração de um e nove dias, respectivamente. Todavia, a pedido do Sacro Colégio, o recém-eleito Adriano V suspendeu a constituição em 12 de julho de 1276 - para uma revisão que desejava realizar- e em agosto desse ano, sem ter promulgado sua versão revisada.
Portanto, a eleição do Papa João XXI (agosto-setembro de 1276) não seguiu a Ubi periculum e uma vez eleito promulgou a bula Felicis Licet recordationis, na qual formalmente se revogou a Ubi periculum. As seguintes cinco eleições papais de 1277 (Papa Nicolau III), 1280-1281 (Papa Martinho IV), 1285 (Papa Honório IV), 1287-88 (Papa Nicolau IV) e 1292-1294 (Papa Celestino V), houve muitas vezes longos e extensos conclaves. Celestino V, cuja eleição levou dois anos e três meses, repôs o conclave com uma série de três decretos e seu sucessor Papa Bonifácio VIII restaurou o conclave no Código de Direito Canônico.